# Histoire de la péridurale
Les femmes enceintes peuvent bénéficier depuis les années 1940 d’un acte d’anesthésie qui soulage leurs contractions : la péridurale. Cette technique, inventée en 1921 par le médecin espagnol Fidel Pagés Miravé (Huesca, 1886-1923), s'est imposée tardivement en Europe. Depuis les années 1970, la péridurale est devenue le gold standard de la prise en charge analgésique de la parturiente. Mais l’obstétrique n’est pas la seule discipline concernée. 
C’est d’abord la découverte anatomique de l’espace, puis son utilisation comme voie d’administration des médicaments, puis le progrès des aiguilles, pour pouvoir insérer un cathéter afin de pouvoir faire de l'administration continue d'anesthésique local. L’histoire des médicaments est très liée à cette technique : plus d'un siècle sépare la lévobupivacaïne de la cocaïne. Les nouvelles technologies enfin vont permettre d’améliorer l’analgésie et d’aboutir à des matériaux de plus en plus sophistiqués comme les pompes à programmation et pousse seringue électroniques.

## Définition
Péridurale, épidurale, extra-durale : un point commun, la relation à la dure-mère, méninge la plus externe. Sous-durale ou intra-durale ou intra-thécale, c'est directement dans le liquide céphalorachidien, c'est la ponction lombaire de Quincke (1891), c'est la rachicocaïsation de Bier (1899), ce sont les 1500 rachianesthésies de Tuffier. Le terme epidural va rester dans la littérature internationale (anglophone). En France, épidurale va signifier plutôt que l'on atteint l'espace par la voie caudale et péridurale par la voie lombaire, thoracique ou cervicale.

## Anatomie
L'espace péridural définit une région anatomique par rapport à la dure-mère ; c'est un espace rempli de graisse et de vaisseaux sanguins délimité par le périoste des vertèbres mais en contact étroit avec les cordons postérieurs des racines nerveuses ; il va de la région cervicale à la région sacro-coccygienne.

## Découverte de l'espace péridural

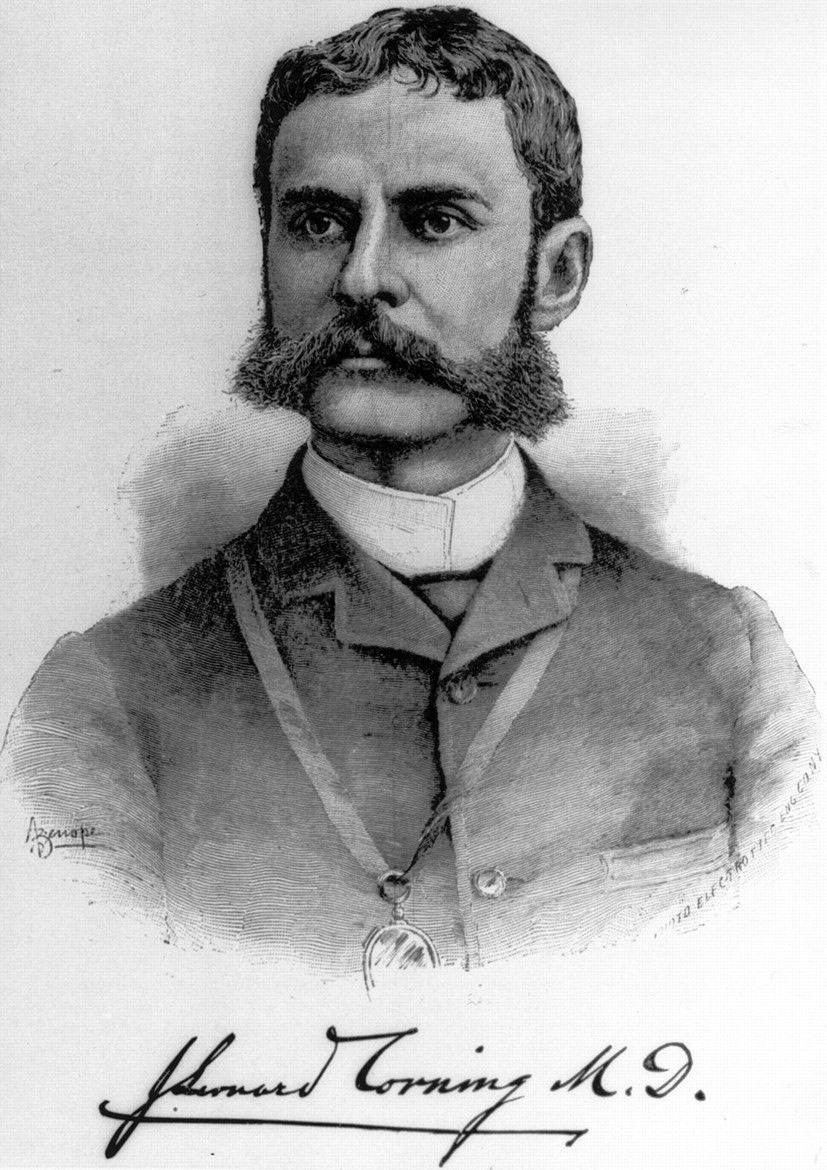
L'Américain James Leonard Corning.

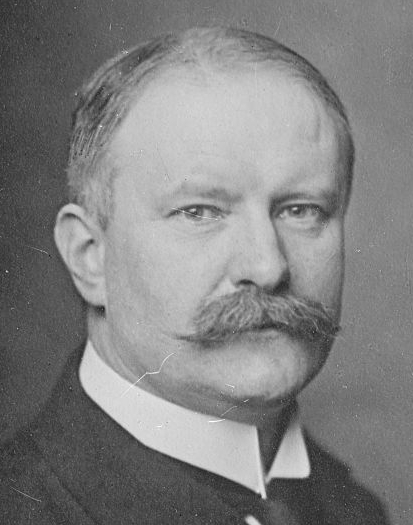
L'Allemand August Bier.

### James Leonard Corning
Il décrit en 1885 chez la grenouille une action de la strychnine sur la moelle épinière. Son idée est que le médicament agit par le biais de vaisseaux aux alentours de la moelle et qu'il a finalement un effet plutôt après son passage sanguin, il note néanmoins qu'il pourrait y avoir un effet direct sur les structures nerveuses du fait d'un ralentissement de la circulation sanguine dans cette région : Corning appréhende la voie d'administration sans la nommer. Dans son expérience chez le chien, on a plutôt l'impression qu'il a pratiqué une rachianesthésie : délai d'action cinq minutes, durée deux heures. En revanche, dans son expérience II, chez l'homme, il injecte de la cocaïne au niveau de la 11e et 12e vertèbre thoracique. Devant l'absence d'effet clinique au bout de « six à huit minutes », il réinjecte la même dose au même endroit, l'effet constaté au bout de dix minutes est une insensibilité des membres inférieurs, de la région lombaire et du pénis. S'agit-il de la première péridurale jamais réalisée ?

### Athanase Sicard (1872-1929)
Interne à Paris en 1895, élève de Brissaud et Widal, Jean-Marie-Athanase Sicard rapporte à la séance du 20 avril 1901 de la Société de biologie de Paris ses travaux sur les injections médicamenteuses extra-durales par voie sacro-coccygienne.
Il rapporte la possibilité d'utiliser une voie d'administration nouvelle qu'il appelle cavité ou espace extra-durale pour soulager des malades atteints de tabès (forme neurologique de syphilis tardive), lumbago ou sciatique rebelle. Il décrit un accès aisé à travers le ligament sacro-coccygien.
Il va ensuite travailler à visualiser l'espace grâce au Lipiodol.

### Fernand Cathelin (1873-1945)
Fernand Cathelin est interne en 1901 lorsqu'il publie ses travaux, chef de clinique en 1902 ; élève de Félix Guyon, de Lejars et de Charles Richet, il connait les travaux de JL Corning, Bier, Quincke, Tuffier et Doléris sur la rachianesthésie ou voie sous-arachnoïdien.
Il a décrit le premier l'existence de l'espace péridural ou épidural par des expérimentations animales, puis chez l'homme en 1901 : le médicament utilisé est la cocaïne. Il estime que la seule voie d'accès à l'espace épidural est la voie sacrée. Il essaie la voie lombaire chez un chien mort et décrit la difficulté de rester dans l'espace péridural : « ou nous n'entrons pas ou nous perforons la dure-mère ».

## Technique pour atteindre l'espace péridural
Les premiers travaux montrent que l'abord caudal, c'est-à-dire à travers le hiatus sacré, semble être le seul possible ; puis progressivement le mot péridural va signifier : abord lombaire puis abords supérieurs (thoracique et cervical). Elle va aussi dépendre du matériel : aiguille et seringue. Théodore Tuffier va tenter la voie extradurale au retrait de l'aiguille après avoir fait une rachianesthésie.
Sicard et Forestier « pratiquent » en quelque sorte la péridurale avec le mandrin liquide pour opacifier l'espace péridurale au lipiodol. Dès 1909, Caussade, un élève de Sicard, injecte de la cocaïne par cette voie pour traiter la sciatique.

### Walter Stoeckel (1871-1961)
Dès 1909, il pratique l'épidurale par voie caudale en obstétrique. Il se réfère à F. Cathelin. Il utilise la Novocaïne à 0,5 %, synthétisée par Einhorn depuis 1906, mieux tolérée que la cocaïne, associée à l'adrénaline au 1⁄300000. Il propose sa technique à 141 femmes sans pathologie.

### Fidel Pagés Miravé (1886-1923)
En 1921, Fidel Pagés Miravé décrit dans son ouvrage Anestesia metamérica publié en mars 1921 dans la revue Revista Española de Cirugia, comment il considère l'anesthésie épidurale : il va décrire sa technique utilisée chez 43 patients alors qu'il pratique une ponction lombaire pour réaliser une rachianesthésie, il a l'idée de maintenir l'aiguille avant le franchissement de la dure-mère alors qu'il a passé le ligament jaune ; il utilise la novocaïne.

### Achile Mario Dogliotti (1897-1966)
Sans qu'il n'ait connaissance des travaux de Pagés, disparu prématurément, Dogliotti va décrire le premier la technique d'abord de l'espace péridural à l'aveugle que tous les anesthésistes exerçant en obstétrique utilisent quotidiennement.
La technique de « perte de résistance » est détaillée dans un article écrit en anglais qui va faire référence au niveau planétaire.Les praticiens nord-américains vont diffuser cette pratique. Maintenant que l'on peut atteindre l'espace péridural par voie lombaire sans trop de problème, se pose la question de la durée de l'anesthésie péridurale : ainsi peut commencer l'histoire extraordinaire des aiguilles creuses permettant l'insertion d'un fin cathéter lui-même permettant de réinjecter puis l'administration des anesthésiques locaux en continu.De façon concomitante vont apparaître des anesthésiques locaux mieux tolérés.

## Administration continue
Historiquement, l'administration continue semble d'abord avoir été pratiquée par la voie caudale en poussant au maximum l'aiguille à travers le hiatus sacré. C'est en obstétrique que l'on rapporte les premiers cas.

### Eugen Bogdan Aburel (1899-1975)
Il va décrire les voies de la douleur en obstétrique et pratiquer l'administration continue caudale en obstétrique dès 1931 qu'il associe à un bloc lombo-aortique. Il utilise un cathéter de soie élastique à travers une aiguille qu'il retire.

### Pio Manuel Martinez Curbelo (né en 1905)
Il étudie la technique de Pagès et Dogliotti. En 1946, il fait un séjour à la Mayo Clinic et rencontre Ed Tuohy. En 1949, il a l'idée d'utiliser un cathéter urétéral en le plaçant dans l'espace péridural.

### Philip Bromage
Il va populariser définitivement l'administration péridurale lombaire continue de xylocaïne (ex lignocaïne découverte en 1943) pour les parturientes dans un article paru en 1961 et en préférence à la voie caudale ; il utilise un cathéter en vinyle